# Bundesautobahn 369
La Bundesautobahn 369 est une autoroute dans le Land de la Basse-Saxe.

## Géographie
L'A 369 est une autoroute entre l'échangeur de Nordharz et l'échangeur de Bad Harzburg en Basse-Saxe. Elle relie la Bundesautobahn 36 au nord en direction de Brunswick/Halle (Saale) à la Bundesstraße de type autoroutière B 4 en direction de Bad Harzburg ou Oberharz et à la B 6 en direction de Goslar/Bundesautobahn 7.

## Histoire
Le nom est basé sur le nom original du plan de la Bundesautobahn 395, qui est reconvertie le 1er janvier 2019 et qui devait relier l'échangeur de Bad Harzburg et l'intersection de Brunswick-Süd jusqu'à l'A 39 près de Brunswick. L'A 369 est créée sur plusieurs étapes à partir du contournement à quatre voies de Vienenburg de la Bundesstraße 4.
Un nouveau tracé pour la B 4 entre Brunswick et Bad Harzburg est proposé pour la première fois par un bureau de planification de Brunswick en avril 1953. À cette époque, la charge de trafic sur les Bundesstraßen 4 et 6 avec les villes de transit d'Oker, Bündheim et Bad Harzburg augmente sensiblement, de sorte que la question d'une nouvelle construction des deux routes se pose. La proposition, dans laquelle le tracé actuel est enregistré à peu près à partir de la fin de l'actuelle A 369 au-dessus du Hornberg à travers la zone urbaine, est acceptée par le conseil municipal de Bad Harzburg en novembre 1953. Cependant, aucun autre progrès n'est réalisé, car la commune de Bündheim rejette un plan d'aménagement commun. Avec la promulgation de la loi fédérale sur la construction le 23 juin 1960, la souveraineté en matière de planification est transférée aux communes.
En 1962, un tracé plus à l'ouest de la B 4 traversant le Langenberg et au sud de Bündheim et Bad Harzburg est proposé à la place. La commune de Bündheim rejette ce contournement ouest, car elle estime que son développement spatial est limité. En août 1969, la planification finale de la nouvelle ligne est proposée et finalement mise en œuvre sous la forme d'une route à quatre voies entre Gut Radau et le centre-ville de Bad Harzburg, ouverte le 18 décembre 1971.
L'ouverture du premier tronçon de l'actuelle A 369 a lieu le  19 novembre 1972. Lors de l'agrandissement de la route, l'ancien poste douanier de Lukaszoll, qui servait autrefois au dédouanement des marchandises entre le duché de Brunswick et le royaume de Hanovre sur la B 4, est démoli.
Avec l'abandon des plans antérieurs de l'A 36, l'itinéraire reçoit initialement le nom d'A 395 et est basé sur l'A 39. Le premier tronçon de l'A 395 est construit en 1972 sous le nom de contournement de Vienenburg, qui s'étend entre l'échangeur de Vienenburg-Nord sur l'A 36 et celui de Vienenburg-Sud.
Sur une carte officielle du réseau de 1976, l'A 395 peut être considéré comme une route de desserte de la région de Brunswick. L'échangeur de Bad Harzburg est conçu comme un carrefour autoroutier avec l'A 36, l'A 395 doit également être construite plus loin jusqu'à Braunlage. Ce projet est rejeté et la B 4 est étendue à quatre voies, sans intersections ni brèches.
Avec la construction de la B 6n entre les échangeurs de Vienenburg-Sud et Vienenburg-Est en 1997, ce tronçon est intégré à la B 6. Après que la transformation de la route fédérale 6 entre Vienenburg et Bernburg en Bundesautobahn 36, Olaf Lies, alors ministre des Transports de Basse-Saxe, demande en septembre 2017 que le tronçon entre Vienenburg et Bad Harzburg, déclassé du BAB 395 en 2001, soit à nouveau modernisé.
Entre le 13 juin 2018 et décembre 2018, la chaussée ouest de l'itinéraire ainsi que les tronçons ouest des sorties de Vienenburg-Sud et Harlingerode sont rénovés. La rénovation ultérieure de la chaussée Est débute le 27 mai 2019 avec la rénovation des garde-corps centraux.